# Heisteria maytenoides
Heisteria maytenoides là một loài thực vật có hoa trong họ Olacaceae. Loài này được Spruce ex Engl. mô tả khoa học đầu tiên năm 1872.